# Paddy DeMarco
Paddy DeMarco, soprannominato "Billygoat" (Brooklyn, 10 febbraio 1928 – Salt Lake City, 13 dicembre 1997), è stato un pugile statunitense.
Campione del mondo dei pesi leggeri dal 5 marzo al 17 novembre 1954.
Nacque e crebbe a Brooklyn da una famiglia di origine italiana.

## Carriera da professionista
DeMarco debuttò come professionista nel marzo del 1945 con una vittoria ai punti.
Il 10 del 1948 DeMarco, che aveva vinto 32 incontri su 34, incontrò il leggendario Willie Pep, che in quel momento aveva un record incredibile: 131-1-1.
DeMarco perse onorevolmente ai punti in 10 riprese, con verdetto unanime.
DeMarco in seguito incontrò altri due tra i migliori pesi leggeri di ogni tempo: Sandy Saddler e Jimmy Carter.
Il match contro l'Afroamericano Carter, allora campione del mondo dei leggeri, svoltosi al Madison Square Garden, fu vinto sorprendentemente, ma meritatamente, da DeMarco, ai punti in 15 riprese con verdetto unanime.
Il match venne nominato Ring Magazine upset of the year per il 1954, perché l'esito a favore di DeMarco era del tutto inatteso.
Otto mesi più tardi Carter si riprese il titolo, battendo DeMarco per KOT al 15º round.